# 多米尼克·馬爾夸 (勒文施泰因-韋爾特海姆-羅什福爾)
多米尼克·馬爾夸（Dominik Marquard，1690年11月7日—1735年3月11日），勒文施泰因-韋爾特海姆-羅什福爾親王，馬克西米利安·卡爾之子，1718年至1735年在位。
1712年，多米尼克·馬爾夸和黑森-萬弗里德伯爵卡爾的女兒克莉絲汀結婚，有3子1女。
- 卡爾·托馬斯（1714－1789）
- 克里斯蒂安·菲利普（1719－1781）
- 索菲·威廉明妮（1721－1749），嫁給卡爾·阿爾布雷希特一世
- 特奧多爾·亞歷山大（1722－1780）